# Областная (платформа)
Областна́я — железнодорожная платформа Ижевского отделения Горьковской железной дороги. Расположена в селе Областная Увинского района Удмуртии. Открыта в 1947 году.
Станция производит продажу билетов на все пассажирские поезда. Прием и выдача багажа не производятся.

## Пригородное следование по станции
Пригородные железнодорожные перевозки со станции осуществляются пассажирской компанией «Содружество». По состоянию на 2013 год станция обслуживает пригородные поезда, следующие из Увы до Ижевска. И в том и в обратом направлении поезда останавливаются два раза в день.